# Мейплс, Диллон
Диллон Шон Мейплс (англ. Dillon Sean Maples, 9 мая 1992, Санфорд) — американский бейсболист, питчер клуба Главной лиги бейсбола «Чикаго Кабс».

## Карьера
Диллон Мейплс окончил старшую школу Пайнкрест в Саутерн-Пайнс, Северная Каролина, в 2011 году. Сразу после этого он был выбран на драфте клубом «Чикаго Кабс» в четырнадцатом раунде. На тот момент Мейплс оценивался как игрок уровня первого раунда, но был выбран так поздно из-за ранее озвученного намерения поступить в университет Северной Каролины вместо начала профессиональной карьеры.
Начальный этап карьеры у Диллона сложился неудачно. Он получил несколько травм, испытывал проблемы с контролем мяча, чувствовал недоверие со стороны тренеров. В 2016 году он планировал завершить спортивную карьеру, но от такого решения его отговорил отец. Сезон 2017 года стал переломным. Мейплс отыграл шестьдесят три иннинга с пропускаемостью 2,27 и поднялся в фарм-системе «Кабс» до уровня AAA-лиги. Он стал увереннее чувствовать себя на питчерской горке и расширил арсенал своих подач, добавив к фастболу скоростью 94—98 миль в час слайдер и кервболл. В сентябре Диллон впервые был вызван в основной состав «Чикаго» и дебютировал в Главной лиге бейсбола, отыграв 3,1 иннинга, сделав семь страйкаутов и допустив четыре уока.
В 2018 году Мейплс сыграл за «Кабс» в девяти играх, его пропускаемость составила 11,81. Большую часть сезона он провёл в составе «Айовы», демонстрируя эффективность подачи (третье место в лиге по проценту сделанных страйкаутов) в сочетании с проблемами контроля мяча (третий с конца по проценту допущенных уоков). Диллон не сумел завоевать доверие главного тренера «Чикаго» Джо Мэддона, но в течение всего чемпионата был игроком расширенного состава команды.